# Marcel Rosiers
Marcel Rosiers (Schelle (België), 2 mei 1893 – Sarau, 26 april 1945) is een verzetsstrijder uit Hoogstraten die tijdens de Tweede Wereldoorlog omgekomen is tijdens de dodenmars van Blankenburg naar Maagdenburg.

## Directeur Gewestelijke Vakschool
Marcel Rosiers was een zoon van Louis Rosiers en Rozalie Cools. Hij huwde op 2 oktober 1917 te Hemiksem met Petronella Josephina Verheyden. Zij was vroedvrouw. Marcel was van opleiding metser die zich door zelfstudie opwerkte tot architect. Hij werd als leraar aangesteld in de Gewestelijke Vakschool aan het begin van de Karel Boomstraat. In 1923 kwam hij in Hoogstraten wonen in een huis naast de vakschool. Marcel werd in 1924 de eerste directeur van de Gewestelijke Vakschool toen men van avondonderwijs overschakelde op dagonderwijs. Hij combineerde het directeurschap met lesgeven.

## Verenigingen
Marcel was stichter van de plaatselijke afdeling van het Rode Kruis. Tevens was hij lid van de kerkraad van Sint-Jan Evangelist, de kerk in het begijnhof met een eigen parochie. 

## Politiek
In 1938 stond hij op de ‘Concentratielijst van Werklieden, Middenstanders en Boeren’. Hij werd met ruimde meerderheid verkozen. In 1941 werd door verordening de gemeenteraad hervormd. Hij kwam meermaals in conflict met het Duitsgezinde bestuur. 

## Verzet
Hij trad op 4 maart 1943 toe tot de Nationale Koninklijke Beweging. Waarschijnlijk was hij al vroeger bezig met het verlenen van hand en spandiensten aan het verzet. Zo verleende hij onder andere onderdak aan ontsnapte Franse krijgsgevangenen en geallieerde piloten. Verder verzamelde hij belastend materiaal over politieke tegenstanders. Hij hielp bij het verspreiden van vlugschriften en het doorgeven van inlichtingen. 

## Arrestatie
Op de ochtend van 1 mei 1944 werd hij mee opgepakt tijdens een grote razzia in Hoogstraten. Hij werd naar de meisjesschool gebracht waar de andere opgepakte Hoogstratenaren ook zaten. Hij werd naar de Begijnenstraat in Antwerpen gebracht. Hij werd regelmatig ondervraagd en riskeerde de kogel. Op 9 augustus werd hij op transport gezet naar Buchenwald. Rond 24 augustus ging hij verder naar Aussenlader Blankenburg. Daar werd hij tewerkgesteld als metser. Blankenburg ligt zo’n 45 kilometer ten noorden van de Doratunnels. Het werkkamp, genaamd Klosterwerke, lag in het naburige Oesig.
Op 6 april 1945 deed hij mee aan de dodenmars van Blankenburg naar Maagdenburg. Op 8 april voeren ze de Elbe op met de Nederlandse rijnaak Wilma. De Elbe werd gevolgd tot aan Lauenburg in Sleeswijk-Holstein waar de rijnaak het kanaal naar Lübeck is opgevaren. De havenstad Lübeck werd in de avond van 12 april bereikt. Op 12 april kwam de groep aan te Sarau. Daar overleed Marcel op 26 april aan dysenterie in een schuur op het Gut Glasau. Hij werd begraven in een massagraf. Zijn laatste woorden waren ‘Troost mijn vrouw en kinderen. Dat ik de eerste heilige mis van mijn zoon niet kan bijwonen, valt me ’t zwaarst. Ik sterf voor God en Vaderland!’. Vier dagen later, werd de rest van de groep bevrijd.

## Nagedachtenis
De gemeenteraad van Hoogstraten keurde in 2018  de naam Marcel Rosiersstraat goed ter nagedachtenis van de politiek gevangenen tijdens de Tweede Wereldoorlog. 
De kapelletjes van de kruisweg hebben namen van mensen die in de concentratiekampen gestorven zijn. Het kapelletje nr. 10 is ter nagedachtenis van Marcel Rosiers.

## Huizen van architect Rosiers

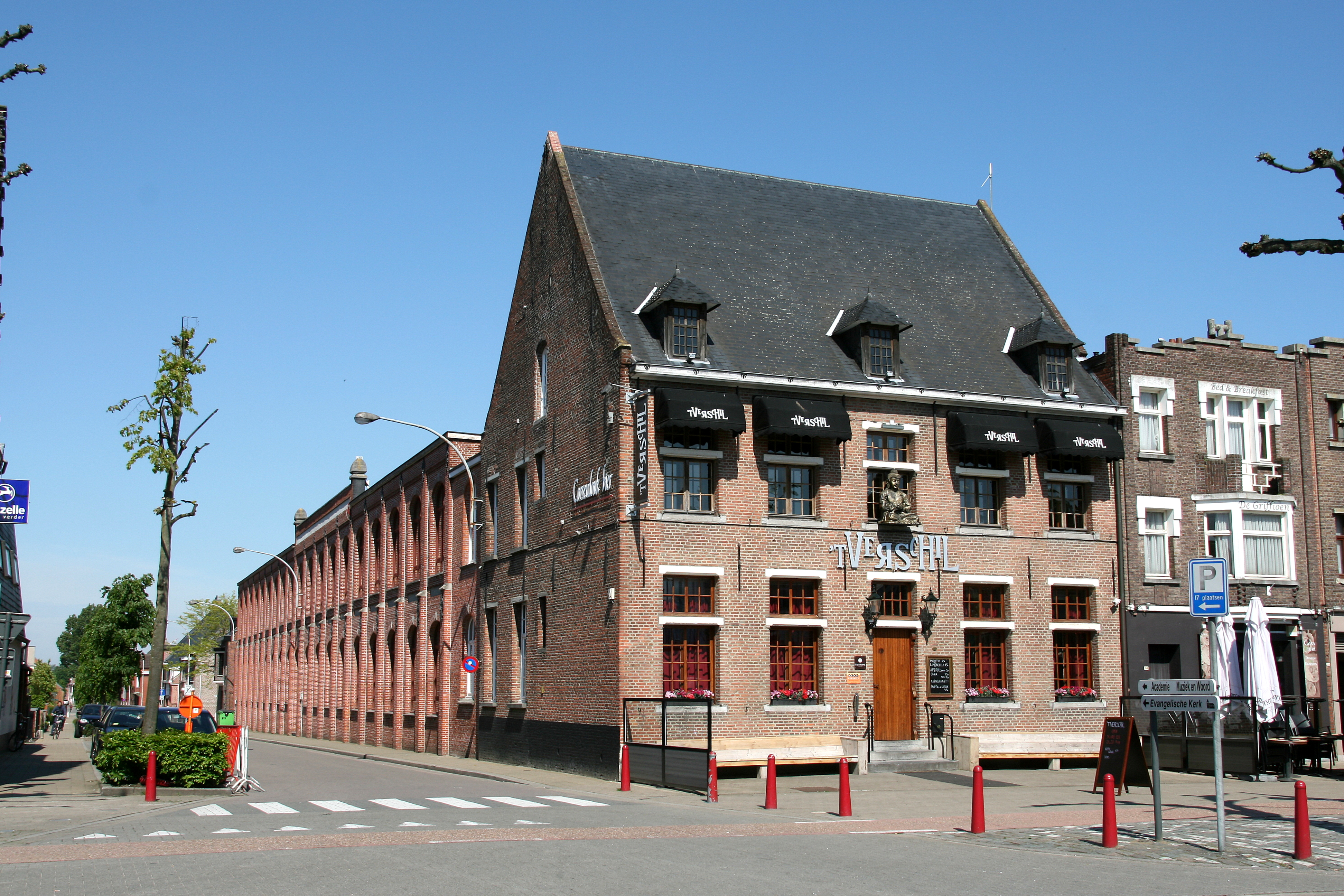
Het Torenijzer, Vrijheid 148, het vroegere Engels klooster en later vakschool, woonhuis van Marcel Rosiers als directeur
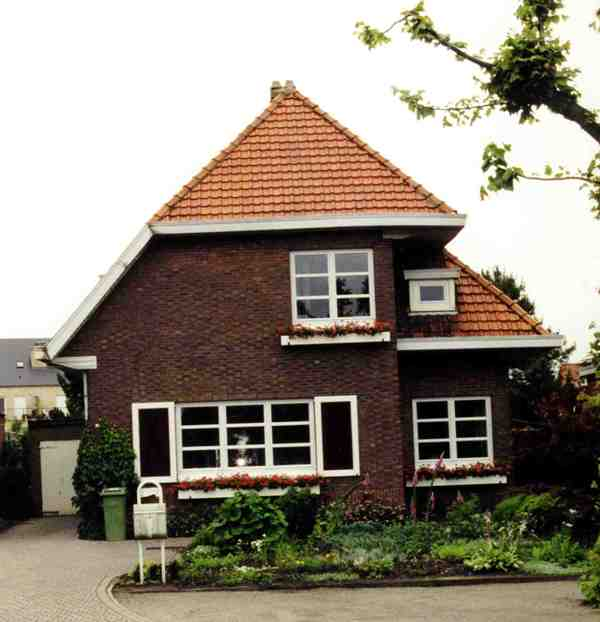
Lindendreef 15, huis uit 1935 en later bewoond door Jef Martens (kunstenaar) en Frie Verschueren
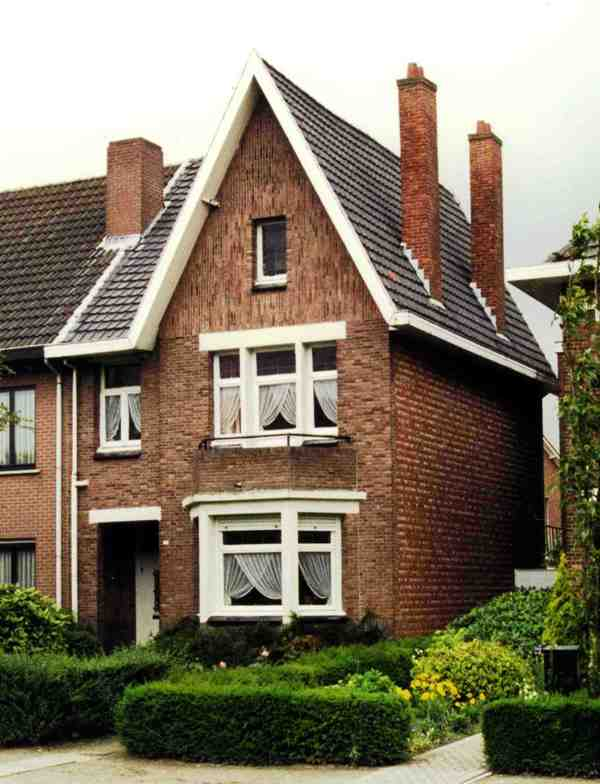
Lindendreef 33, huis uit 1936, Pol Smets, praktijkleraar aan de vakschool
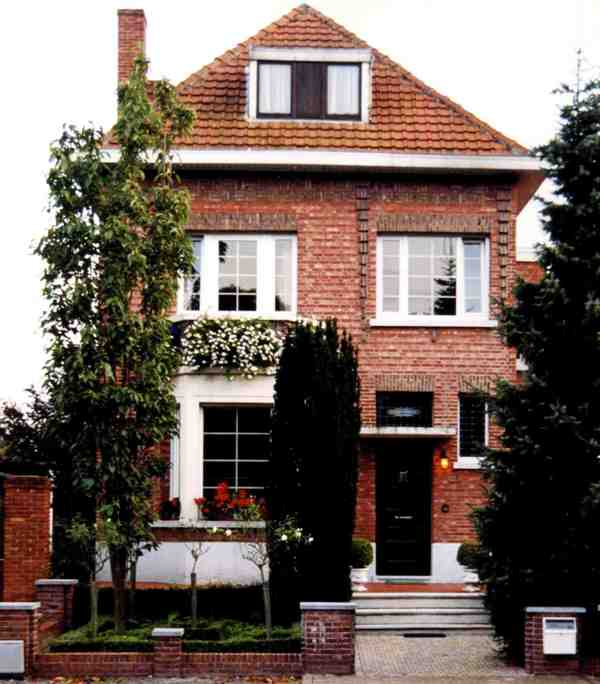
Lindendreef 50, huis uit 1933, Meester Mertens, bestuurder van de jongensschool
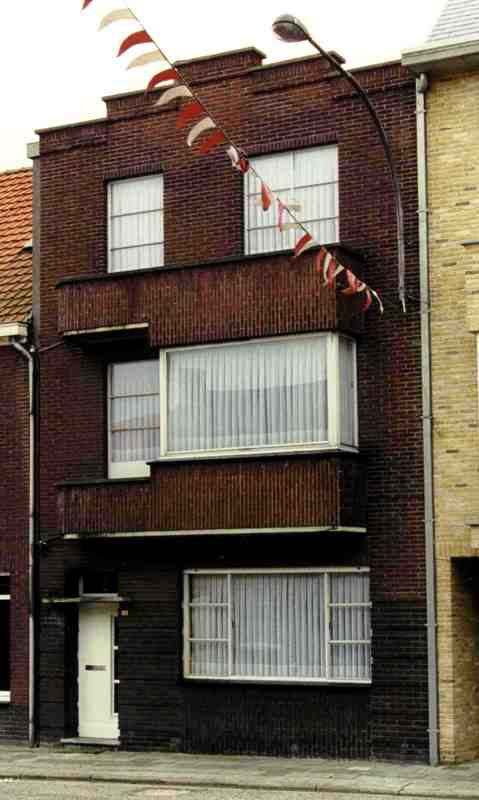
Gelmelstraat 48, huis uit 1938, Nieuwe Zakelijkheid, familie Harts
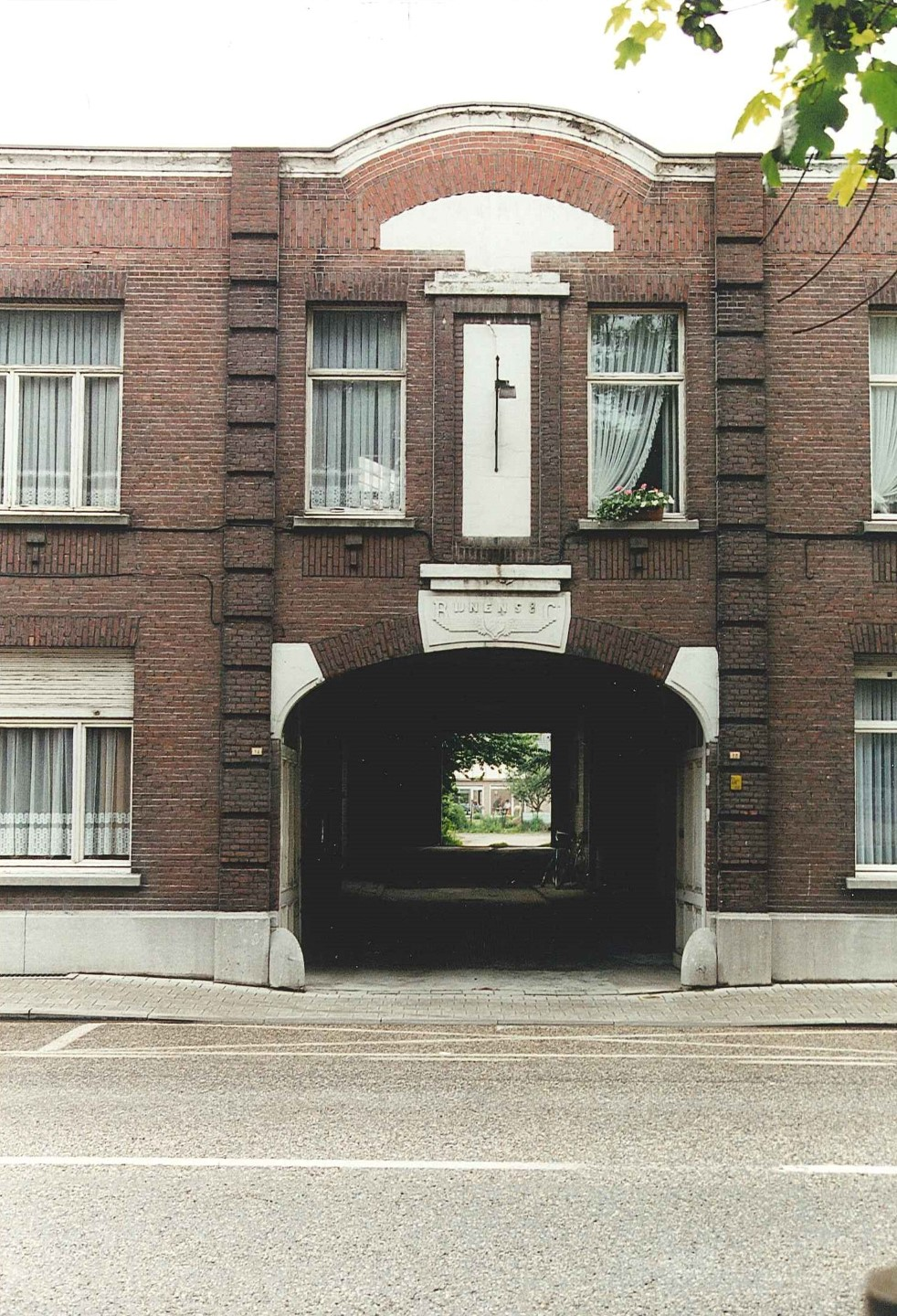
Vrijheid 10-16, uit 1931 en vroegere stelplaats van de bussen Bijnens & Co
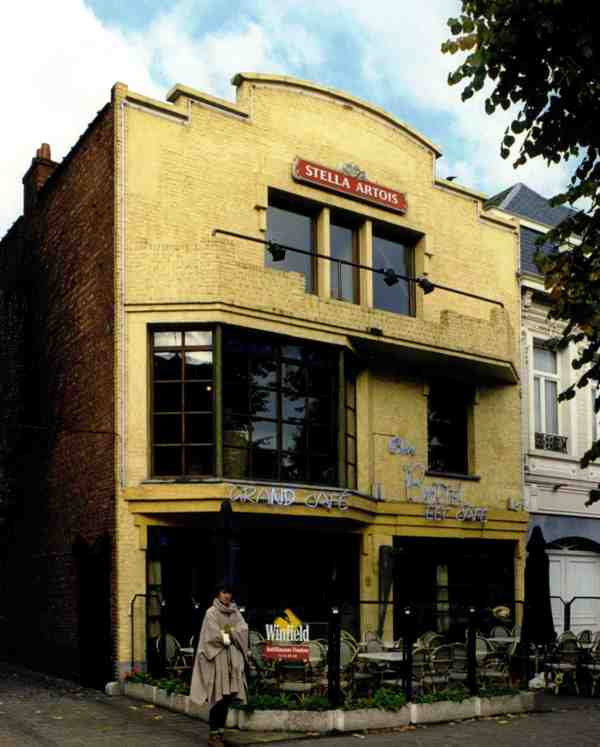
Vrijheid 162, huis uit 1936, winkel en woonhuis in art-decostijl, brasserie Den Bottel
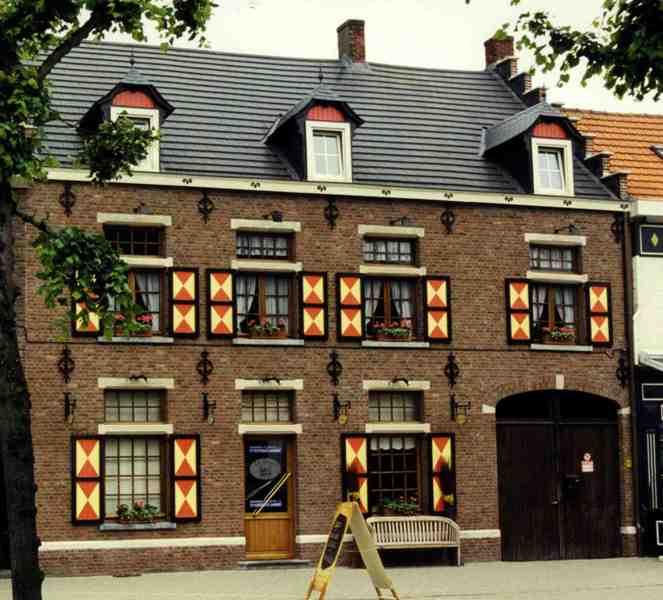
Vrijheid 202, pand dat historisch terugging tot 'De Berrie' (1700), herbouwd in 1928, hotel-restaurant-café De Jachthoorn

Bron